# Adalbert Guggomos
Albert Guggomos, mit Taufname Mathias Guggomos  (* 1641 in Landsberg am Lech; † 2. Dezember 1694 in Niederaltaich), war ein deutscher Benediktiner und von 1672 bis 1694 Abt der Abtei Niederaltaich.
Als Nachfolger des 1672 resignierten Abtes Placidus Krammer wurde der erst 31-jährige Adalbert Guggomos gewählt. Guggomos war 1660 in den Konvent aufgenommen worden und hatte anschließend an der Universität Salzburg sein Studium mit dem Doktorat der Theologie abgeschlossen.
Die Hauptaufgabe während des Abbatiats von Adalbert Guggomos war der Wiederaufbau der 1671 durch Brand zerstörten Klosteranlage. In der wiederhergestellten Klosterkirche stiftete er fünf Altäre und eine Orgel, bevor am 5. Mai 1685 das Kloster erneut von einer Brandkatastrophe betroffen wurde. Kaum wiederhergestellt, brannte am 2. Juni 1693 das Niederaltaich unterstellte Kloster Rinchnach nieder und wurde wiederaufgebaut.